# Trasporti a Torino

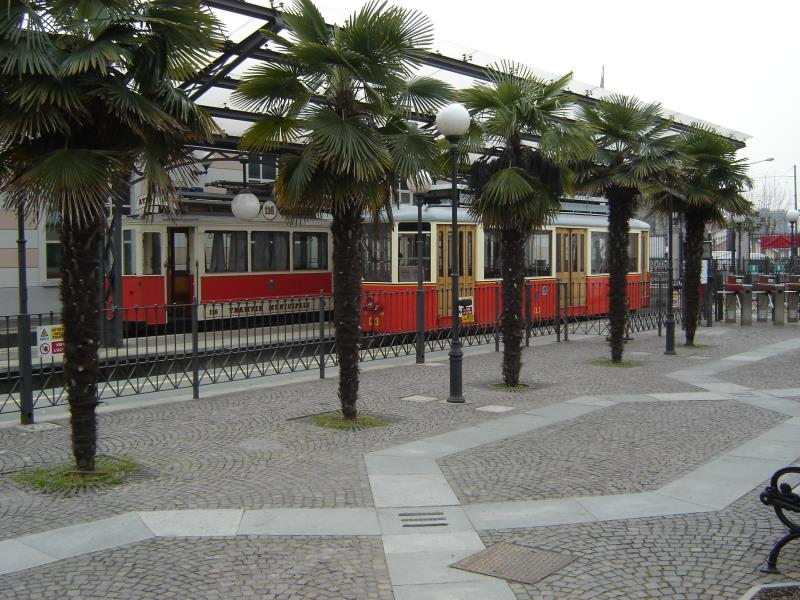
Stazione di Sassi della tranvia collinare a cremagliera

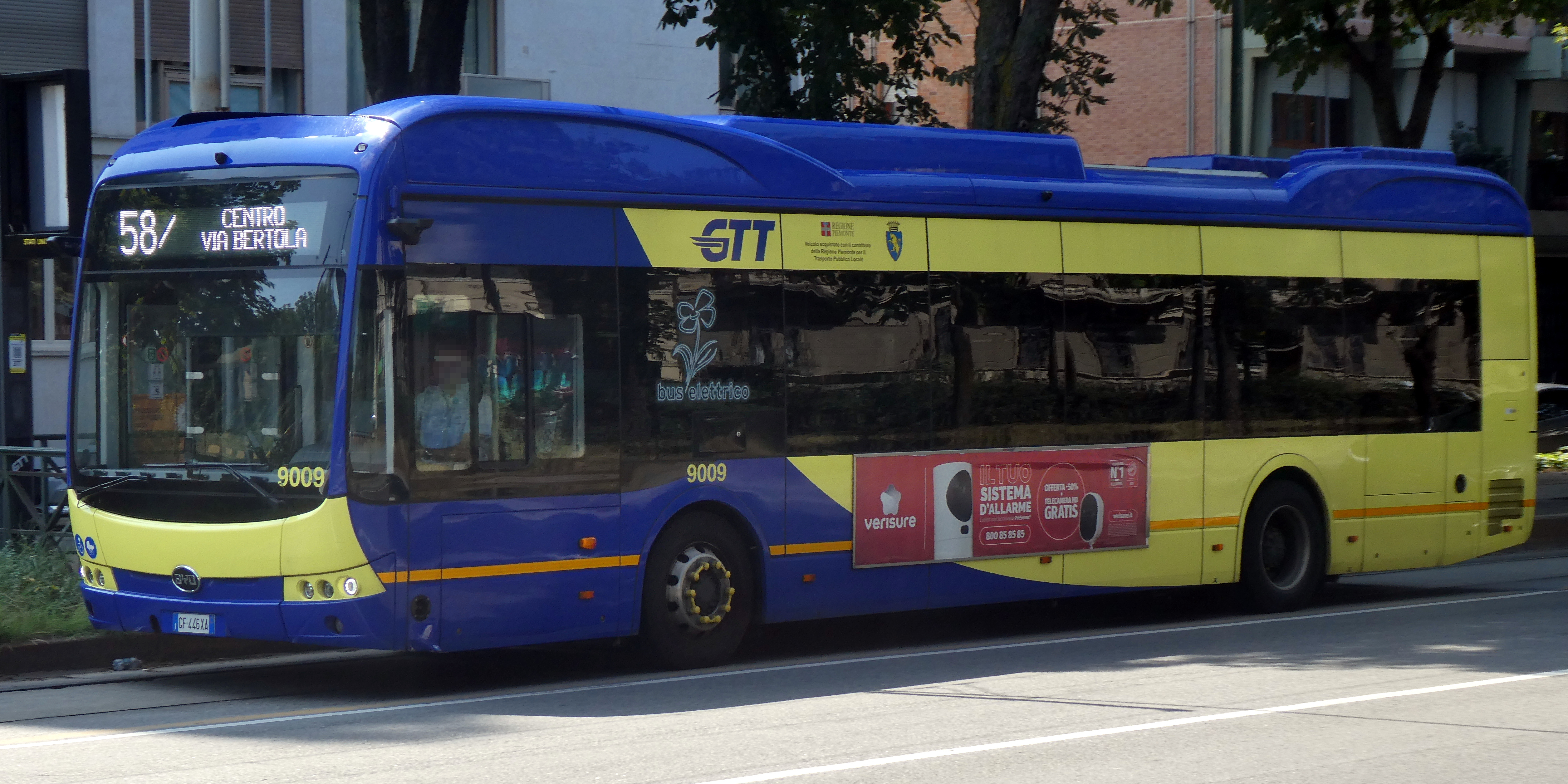
Autobus elettrico BYD in servizio sulla linea 58 /

La rete di trasporto pubblico nella città di Torino è diversificata. Il principale gestore dei servizi è GTT.

## Metropolitana

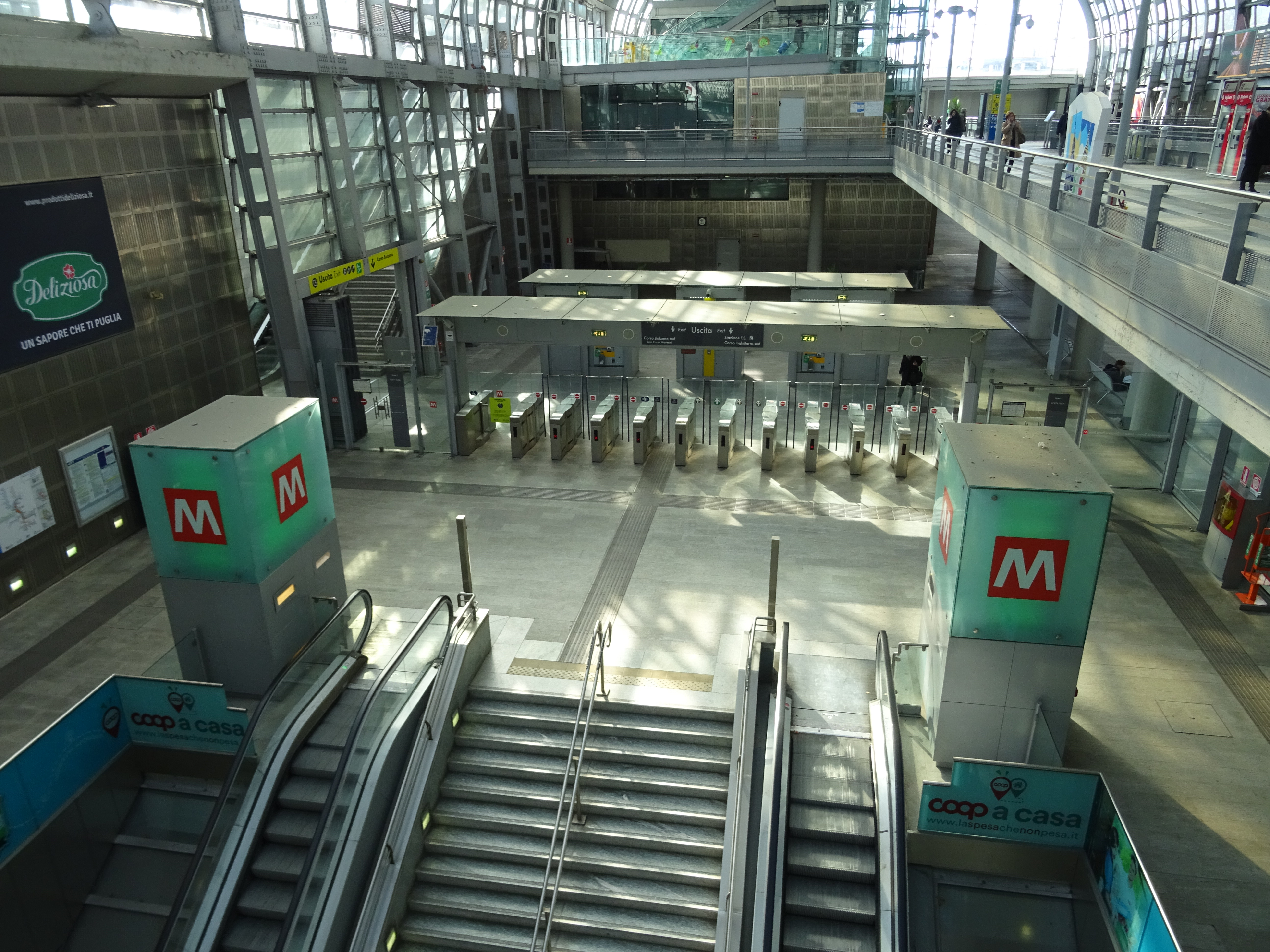
Accessi alla stazione metro di Torino Porta Susa con interscambio ferroviario

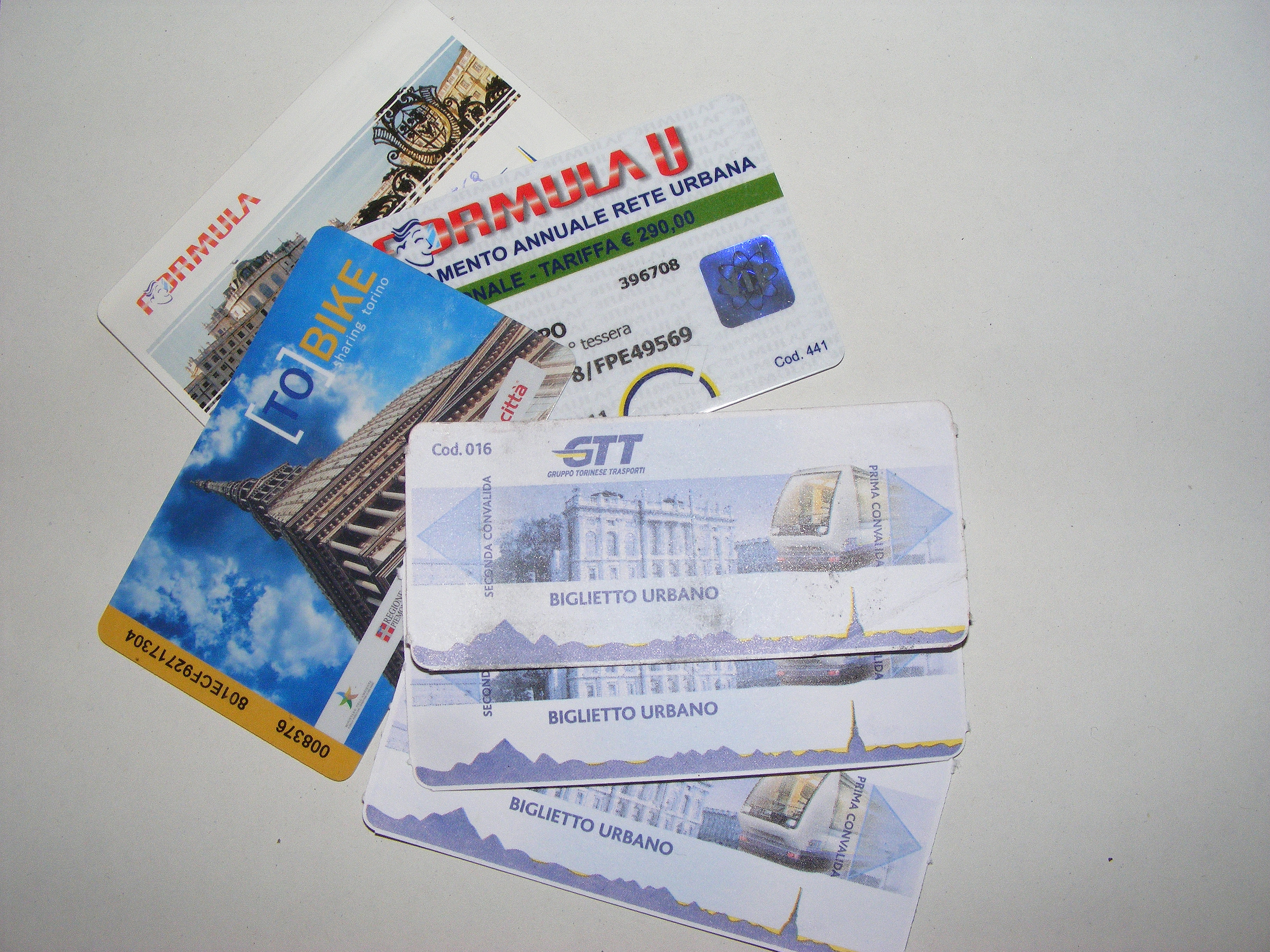
Trasporti a Torino: titoli di viaggio (2011)

La metropolitana di Torino è un sistema di trasporto pubblico di massa dotato di sistema automatico VAL. Inaugurata nel 2006, in occasione dei XX Giochi olimpici invernali, è gestita dal Gruppo Torinese Trasporti.
La rete si compone attualmente della linea 1 di 15,1 km (23 stazioni), di cui sono in corso prolungamenti verso ovest. Il progetto della linea 2 prevede di collegare la zona nord-est con quella sud-ovest, interscambiando con la linea 1 a Porta Nuova.

## Rete tranviaria

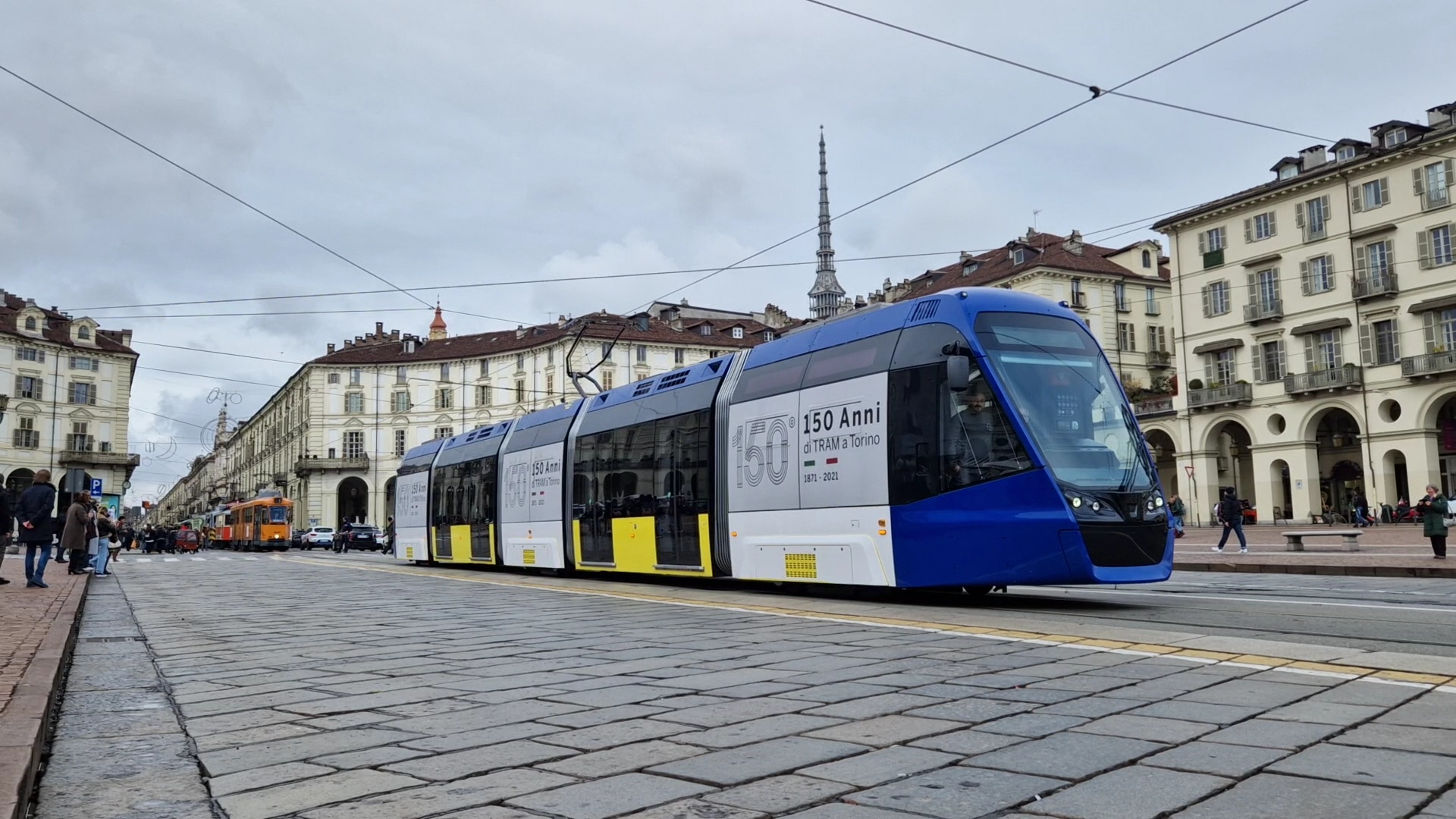
Moderno veicolo tranviario Hitachi serie 8000 in piazza Vittorio Veneto

La rete tranviaria di Torino, gestita dall'azienda GTT, conta attualmente 10 linee, di cui due che formano una circolare (16CS e 16CD, circolare sinistra e destra), una gestita esclusivamente con motrici storiche nei festivi (il 7) e una per le manifestazioni sportive all'Allianz Stadium (il 9/). La rete possiede circa 220 km di binari singoli di cui 160 attivi, e circa 200 tram in funzione, suddivisi in 170 di linea, 20 storici e 4 speciali.

## Tranvia Sassi-Superga
La tranvia a cremagliera Sassi-Superga, nota come dentiera (dentera in piemontese), è un percorso ripido di 3,1 km che collega la borgata Sassi con la Basilica di Superga sovrastante la collina.
È stata inaugurata nel 1884 come funicolare a sistema Agudio e nel 1935 venne trasformata in cremagliera elettrica. È l'unico esemplare di cremagliera rimasto in Italia ed utilizza ancora le carrozze originali datate 1884, le più anziane in servizio commerciale in Europa.

## Rete di filobus urbana e suburbana
È stata attiva in passato anche una rete filoviaria, attiva dal 1931 al 1980, che comprendeva tre linee urbane di filobus: 53, 54, 55 (che dopo la seconda guerra mondiale sono state ridenominate 33, 34, 35). Inoltre erano presenti anche due linee di filobus intercomunali che collegavano Torino con Chieri (linea 30) e Torino con Rivoli (linea 36).

## Rete di bus urbana e suburbana
La rete è costituita da circa 110 linee di bus (in città normalmente chiamati pullman) urbane e suburbane, che raggiungono le località circostanti. Dal 2008 nelle serate di venerdì e sabato è attiva una rete notturna solo in città (GTT NightBuster), ma nel periodo estivo le linee si estendono ai comuni limitrofi.
Nel centro città sono in servizio due linee con bus elettrici (Star 1 e Star 2), che collegano i principali parcheggi con i luoghi cittadini centrali di maggior interesse. 

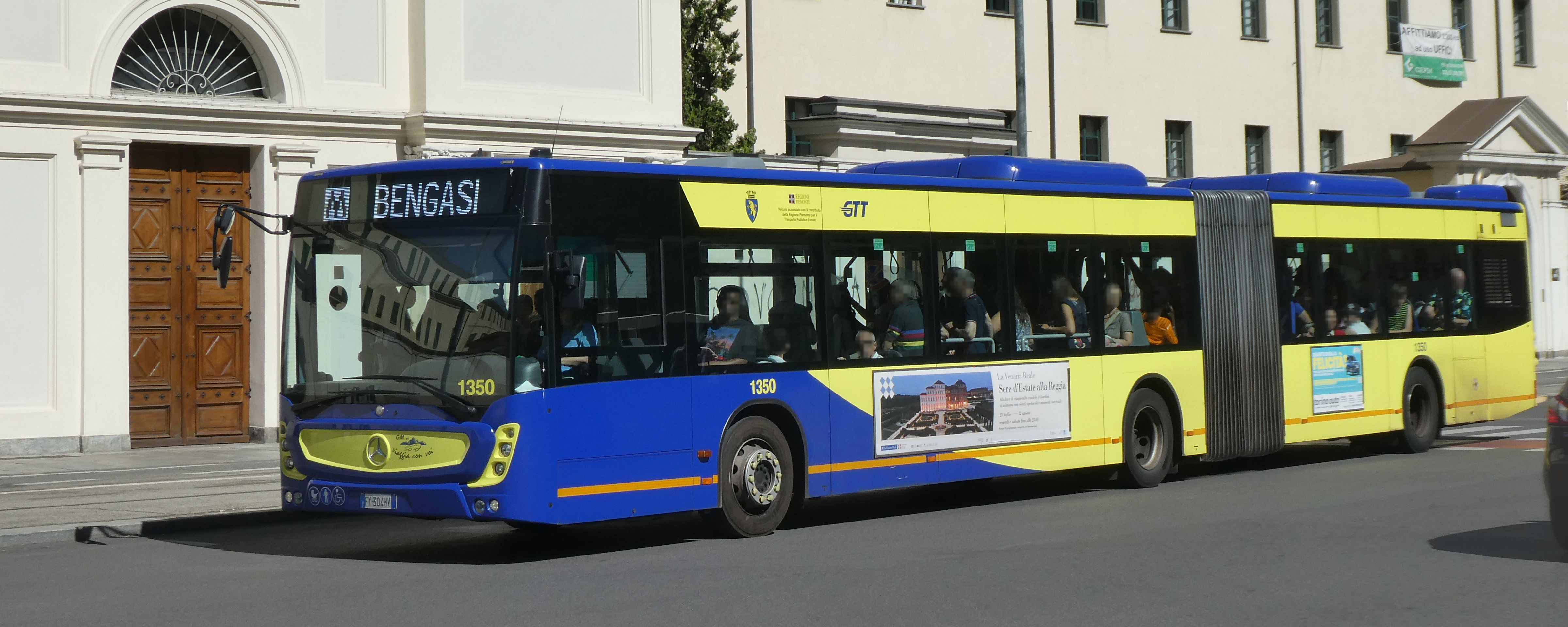
Mercedes Conecto da 18 metri

GTT gestisce come società partecipata le 4 linee del servizio Citysightseeing, la linea A con percorso nell'area più centrale e precollinare, la linea B lungo un itinerario attraverso le opere contemporanee, in particolare nei quartieri a sud, la linea C e la linea D (attiva solo nei fine settimana e nei giorni festivi). Si occupa anche della gestione di linee speciali per alcuni stabilimenti industriali e istituti scolastici. Ci sono poi le linee extraurbane, altre decine, che collegano quasi tutti i comuni della città metropolitana torinese.

## Ferrovia

### Stazioni ferroviarie

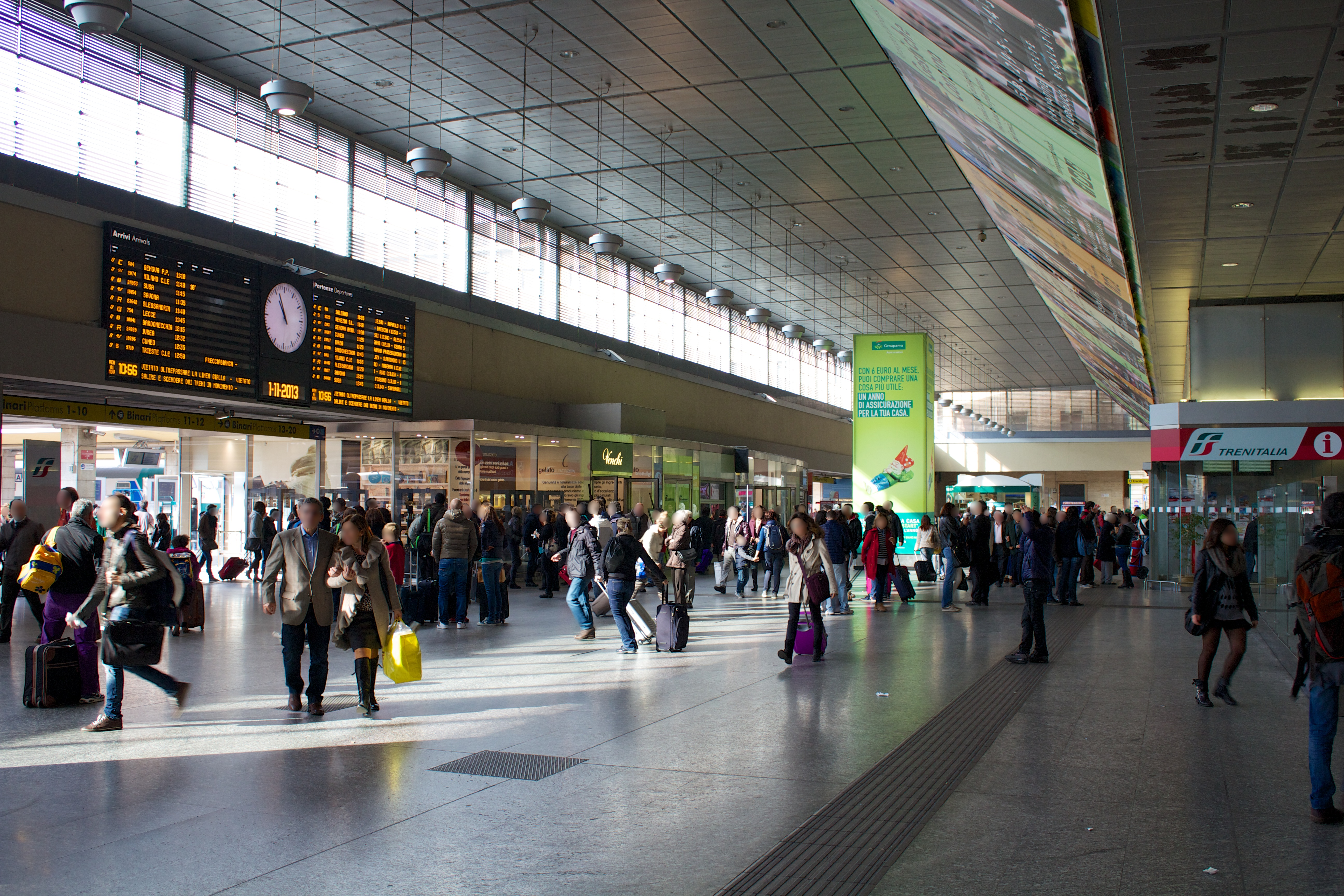
Stazione di Torino Porta Nuova

Il capoluogo piemontese è un importante nodo ferroviario delle linee per Biella, Genova, Savona, Aosta, Asti, Cuneo, Novara, Alessandria, Vercelli. Le stazioni attualmente in uso o in costruzione sono le seguenti.
- Stazione di Torino Porta Nuova
- Stazione di Torino Porta Susa (sotterranea)
- Stazione di Torino Lingotto
- Stazione di Torino Porta Milano (dismessa, sede del museo ferroviario)
- Stazione di Torino Rebaudengo Fossata (sotterranea)
- Stazione di Torino Dora (dismessa, ex capolinea della Torino-Ceres)
- Stazione di Torino Zappata (sotterranea, in costruzione)
- Stazione di Torino Stura
- Stazione di Torino Grosseto (sotterranea)
- Stazione di Torino San Paolo (scalo merci)

### Servizio ferroviario
Il servizio ferroviario metropolitano di Torino SFM è un sistema di trasporto pubblico locale mediante treni della provincia di Torino e delle province vicine, coordinato dall'Agenzia Mobilità Metropolitana Torino istituito il giorno 9/12/2012: è composto da 8 linee gestite esclusivamente da Trenitalia per un'estensione totale di 500 km, con 358 collegamenti giornalieri e 93 stazioni collegate, in provincia e nelle vicine province. Il servizio è cadenzato e utilizza come fulcro il passante ferroviario di Torino, garantendo tra le stazioni di Lingotto e Stura una cadenza di 8 minuti circa nelle ore di punta.
il servizio ferroviario regionale del Piemonte SFR è un sistema con servizio ferroviario urbano che organizza i treni nel Piemonte, attivo dal dicembre 2012 e comprende i convogli regionali.

## Aeroporti
Elenco scali aerei: 
- Aeroporto di Torino-Caselle
- Aeroporto di Torino-Aeritalia (aviazione generale)
- Aeroporto di Venaria Reale (militare)

## Mobilità condivisa
Il GTT gestisce in città più di 57.000 posti auto (di cui 50.000 posti auto in parcheggi di cui 7.200 in struttura). Molte zone del centro sono soggette al pagamento di una tariffa oraria, che varia in base alla zona. La città si colloca al terzo posto in Europa per utenti e risorse nel bike sharing.

### Car sharing

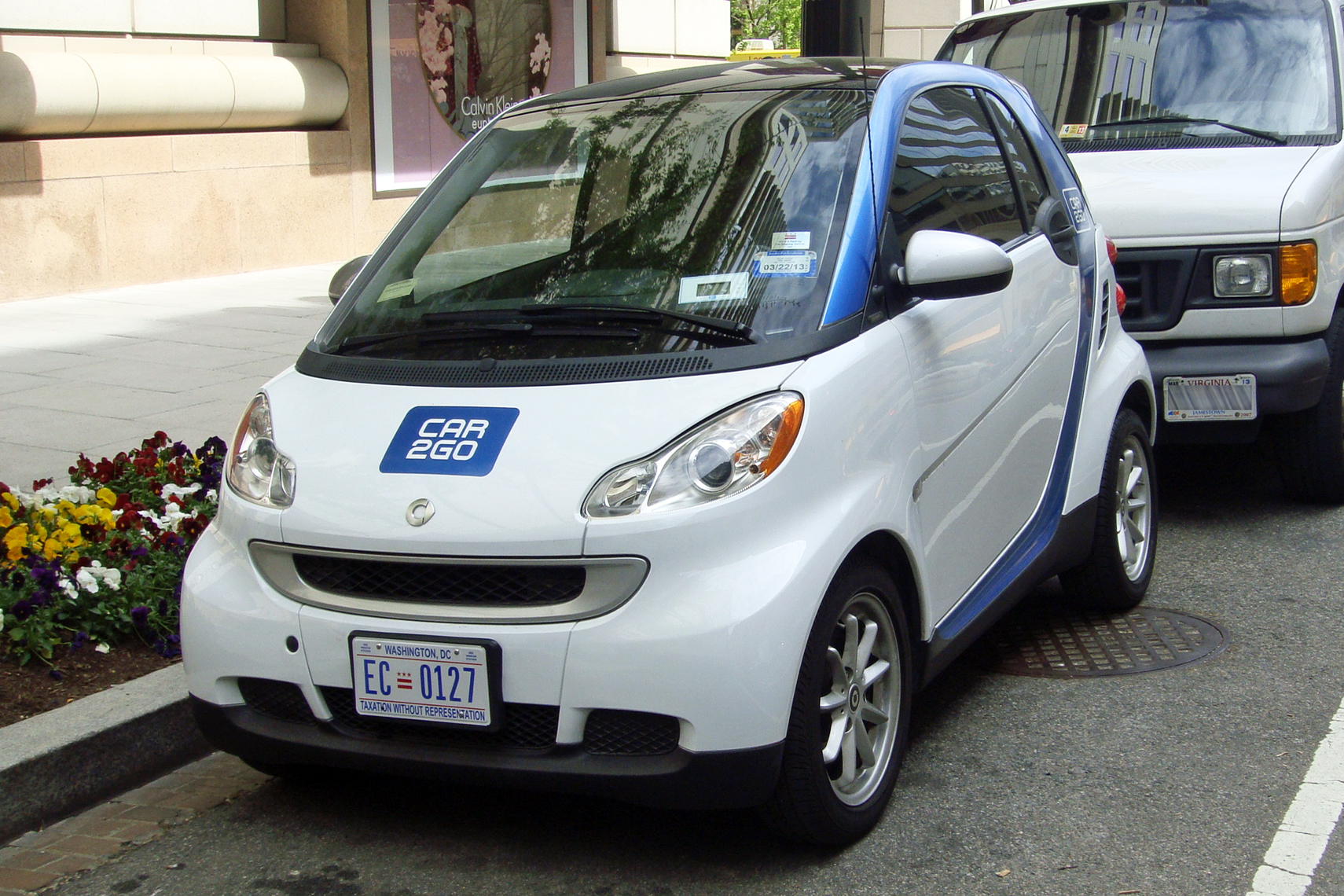
Un veicolo Car2Go

Il capoluogo piemontese è stata una delle città pilota in Italia nella sperimentazione del car sharing, servizio che offre svariati vantaggi quali l'utilizzo delle corsie preferenziali riservate e l'accesso libero alla ZTL, oppure il noleggio in modalità free floating; la prima società - IoGuido Torino, era nata nel 2002 e ha cessato l'attività nel marzo 2017.. Attualmente nel comune ci sono: Car2Go con Smart; Enjoy con Fiat 500; BlueTorino (minicar elettriche).

### Bike sharing

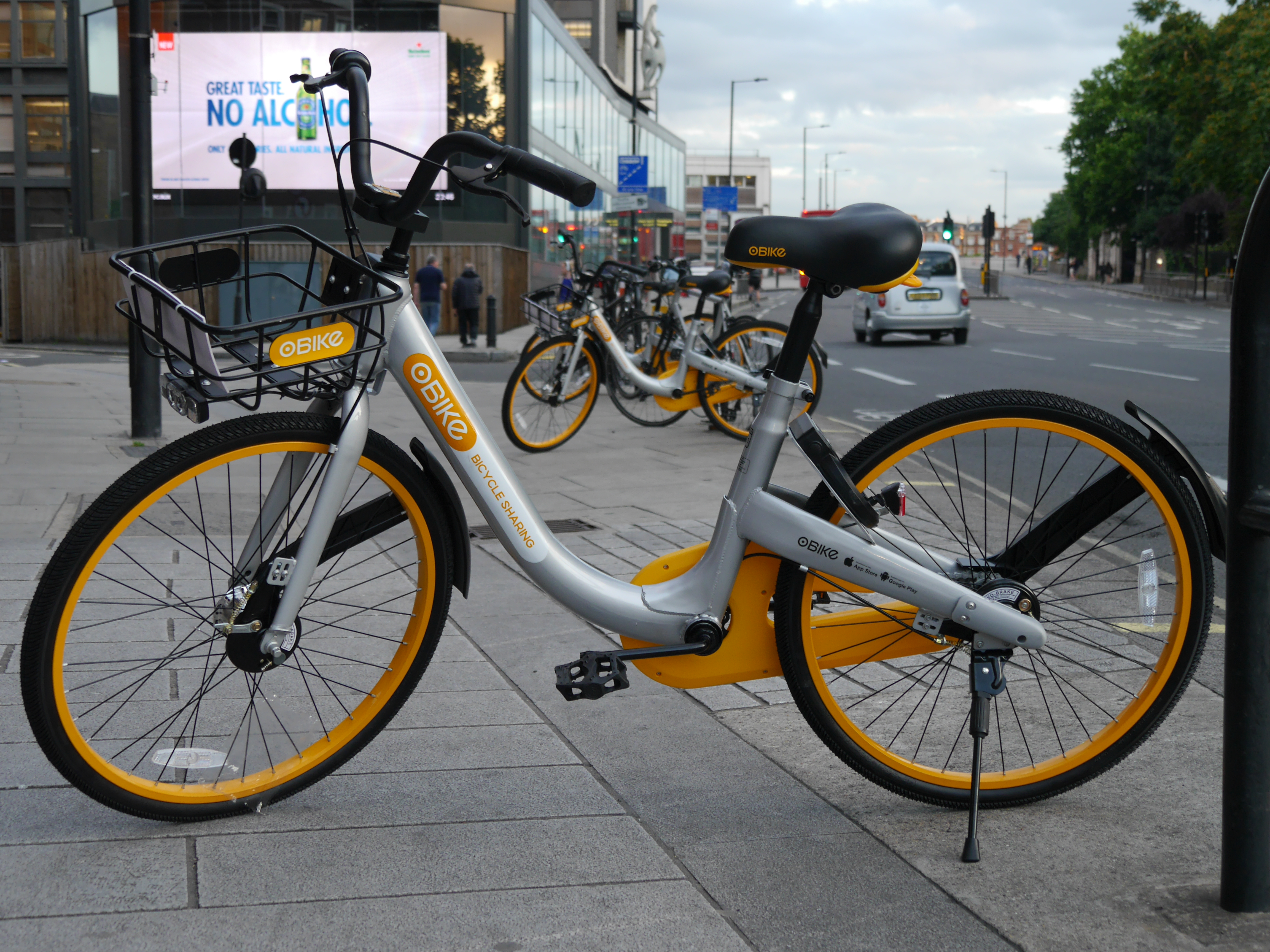
Una oBike

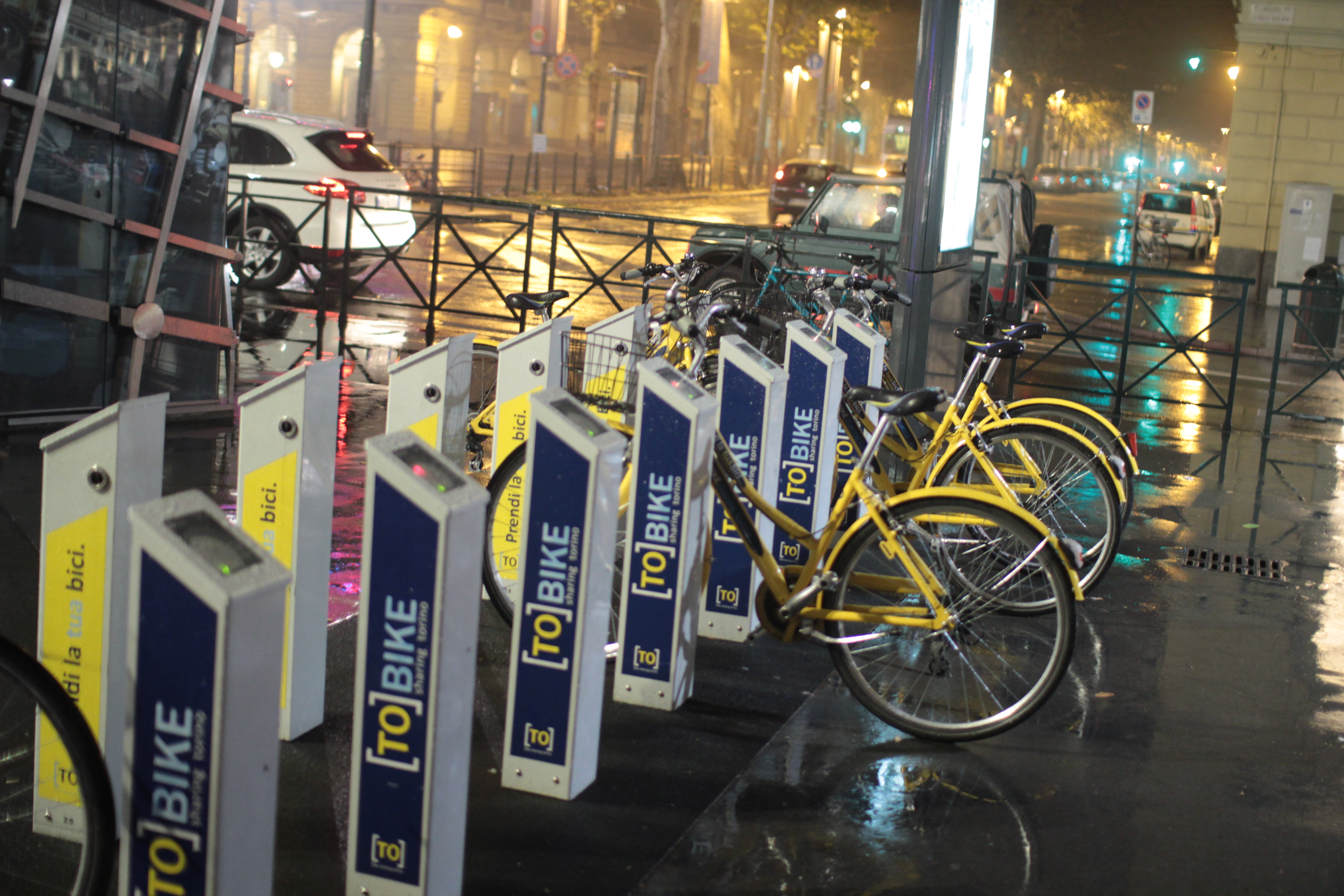
Ciclostazione Bike

A partire dal 6 giugno 2010 e fino al 12 febbraio 2023 in città è stato attivo TOBike, un servizio di bike sharing. Esso si basava su una rete di 188 (novembre 2018) stazioni che permettevano agli utenti di prelevare e di riconsegnare le biciclette 24 ore su 24 in qualsiasi stazione. Per accedere al servizio era necessario essere dotati di una tessera ricaricabile il cui costo variava (nel 2011) tra i 25 euro dell'abbonamento annuale (comprensivo di 5 euro di ricarica) e gli 8 euro di quello giornaliero. L'utilizzo delle biciclette era gratuito nella prima mezz'ora mentre subiva una tariffazione crescente per gli intervalli di tempo successivi in modo da incentivare il frequente ricambio dei mezzi. Nel suo primo anno di vita il servizio ha raggiunto i 10.000 abbonati.
Da novembre 2017 sono stati attivi alcuni servizi di bike sharing in free floating, ma a novembre 2018 alcuni sono falliti e l'unico rimasto era Mobike. Le bici potevano essere noleggiate tramite app, che, scannerizzando il codice QR sulla bici, permetteva di sbloccare il lucchetto presente sulla ruota posteriore. Il noleggio poteva essere terminato in qualsiasi zona della città a patto che non ci fossero divieti.

## Taxi
La gestione dei taxi nel capoluogo è affidata alle compagnie Radio Taxi e Pronto Taxi. È possibile prenotare un taxi con le app Wetaxi e MyTaxi.

## Nel passato
La città ebbe due linee di omnibus a cavalli già nel 1845 e fu la prima città in Italia a dotarsi di sei linee di tram a cavalli nel 1871. La sua rete tranviaria si estendeva molto più di quella attuale ed in aggiunta c'erano diverse linee intercomunali che servivano tutta la provincia, ma anche province vicine come quella di Cuneo. Queste linee scomparvero man mano dagli anni 1940 e la maggior parte delle linee urbane scomparve nel 1982 con l'attuazione, peraltro non completata, della cosiddetta "griglia di Rolando", che avrebbe dovuto migliorare il trasporto pubblico. Quel progetto fu la causa della soppressione di molte linee tranviarie. Erano presenti inoltre alcune linee di filobus della Rete filoviaria di Torino, ma soppresse via via negli anni 1970 (l'ultima linea fu soppressa nel 1980) per mancanza di rinnovamento dei mezzi. Durante l'esposizione "Italia '61" furono attive una linea di monorotaia e una funivia, che collegava il Parco del Valentino con il Parco Europa sulla collina sovrastante il fiume Po; inoltre possedeva anche una modesta linea di funicolare, attiva tra il 1885 e il 1940, che collegava il Monte dei Cappuccini con corso Moncalieri.